# コレーズ県
コレーズ県（コレーズけん、Corrèze）は、フランスのヌーヴェル＝アキテーヌ地域圏の県である。その名称はコレーズ川に由来する。

## 歴史
フランス革命中の1790年3月4日、かつてのリムーザン州の一部から生まれた県である。

## 地理
コレーズは中央高地の西側に位置し、3つの地方からなっている。ラ・モンターニュ地方はブリーヴ盆地と高原からなる。ラ・モンターニュはベスー山で標高987mに達する。ヘルシニア造山運動で結晶が形成され、非常に侵食が進んだ。高原はドルドーニュ川に向かって進み、途中、深い谷で刻まれてジメル滝のような地形を生む。県南西部はブリーヴの堆積盆地で、気候がより好ましくなる。コロンジュ＝ラ＝ルージュのような砂岩の丘も含まれている。
アキテーヌと中央山地の間を行き来する県であるため、コレーズではブリーヴ盆地からミルヴァシュ高原にかけ次第に標高が高くなる。まさにミルヴァシュ高原は大西洋岸の給水塔である。この地形からコレーズの気候の多様性が育まれる。

## 言語
16世紀までは、公用語はオック語の方言であるリムーザン語であった。それは初期のトルバドゥールたちの言語であった。20世紀初頭までリムーザン語は話し言葉として主流であったが、学校内でのオック語使用禁止など、フランス語が学校教育で唯一の国語となってから時代が過ぎた。言語はこのようにして、次第に1930年代にはさらに遠い農村部に追いやられ、特に50歳以上のコレーズ生まれの人々に現在でも時折話されている。
多くの姓やリムーザン語の多数においてはオック語の意味もある。

## 人口統計
| 1801年  | 1831年  | 1841年  | 1851年  | 1856年  | 1861年  | 1866年  |
| ------- | ------- | ------- | ------- | ------- | ------- | ------- |
| 243,654 | 294,834 | 306,480 | 320,864 | 314,982 | 310,118 | 310,843 |
| 1872年  | 1876年  | 1881年  | 1886年  | 1891年  | 1896年  | 1901年  |
| 302,746 | 311,525 | 317,066 | 326,494 | 328,151 | 322,393 | 318,422 |
| 1906年  | 1911年  | 1921年  | 1926年  | 1931年  | 1936年  | 1946年  |
| 317,430 | 309,673 | 273,808 | 269,289 | 264,129 | 262,743 | 254,574 |
| 1954年  | 1962年  | 1968年  | 1975年  | 1982年  | 1990年  | 1999年  |
| 242,798 | 237,926 | 237,858 | 240,363 | 241,448 | 237,908 | 232,576 |
| 2006年  | 2011年  | -年     | -年     | -年     | -年     | -年     |
| 240,363 | 242,454 | -       | -       | -       | -       | -       |

参照元:SPLAF Insee 2006年度人口2011年度人口

## ギャラリー

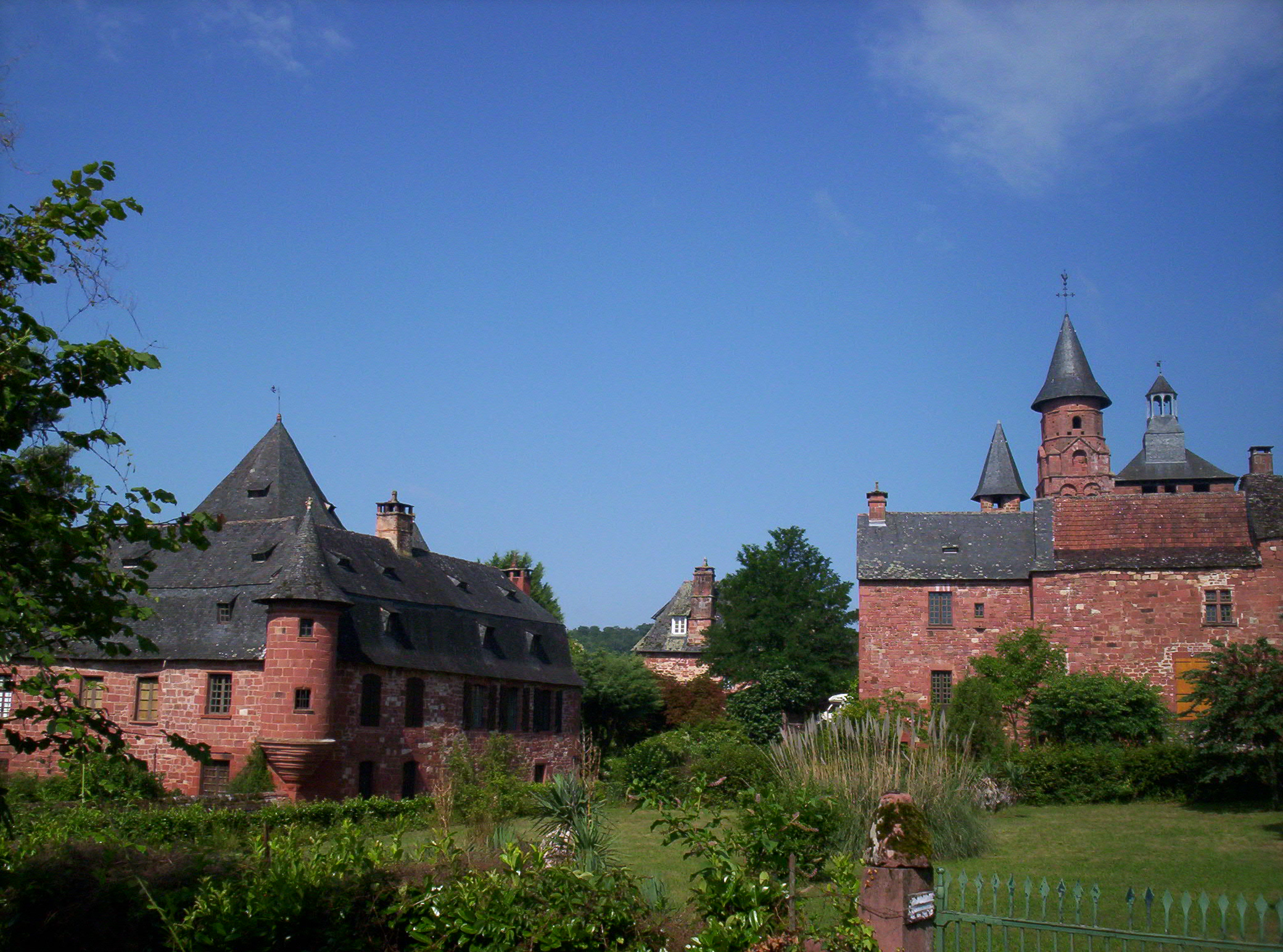
コロンジュ＝ラ＝ルージュ
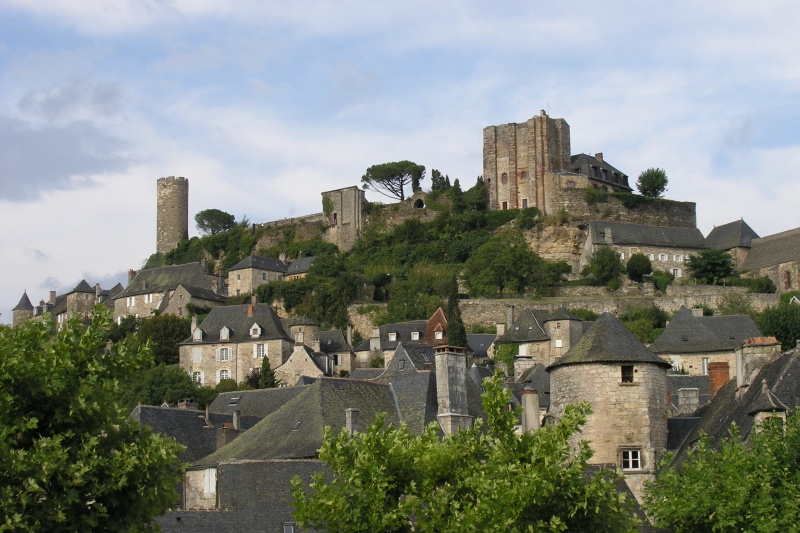
テュレンヌ (コレーズ県)
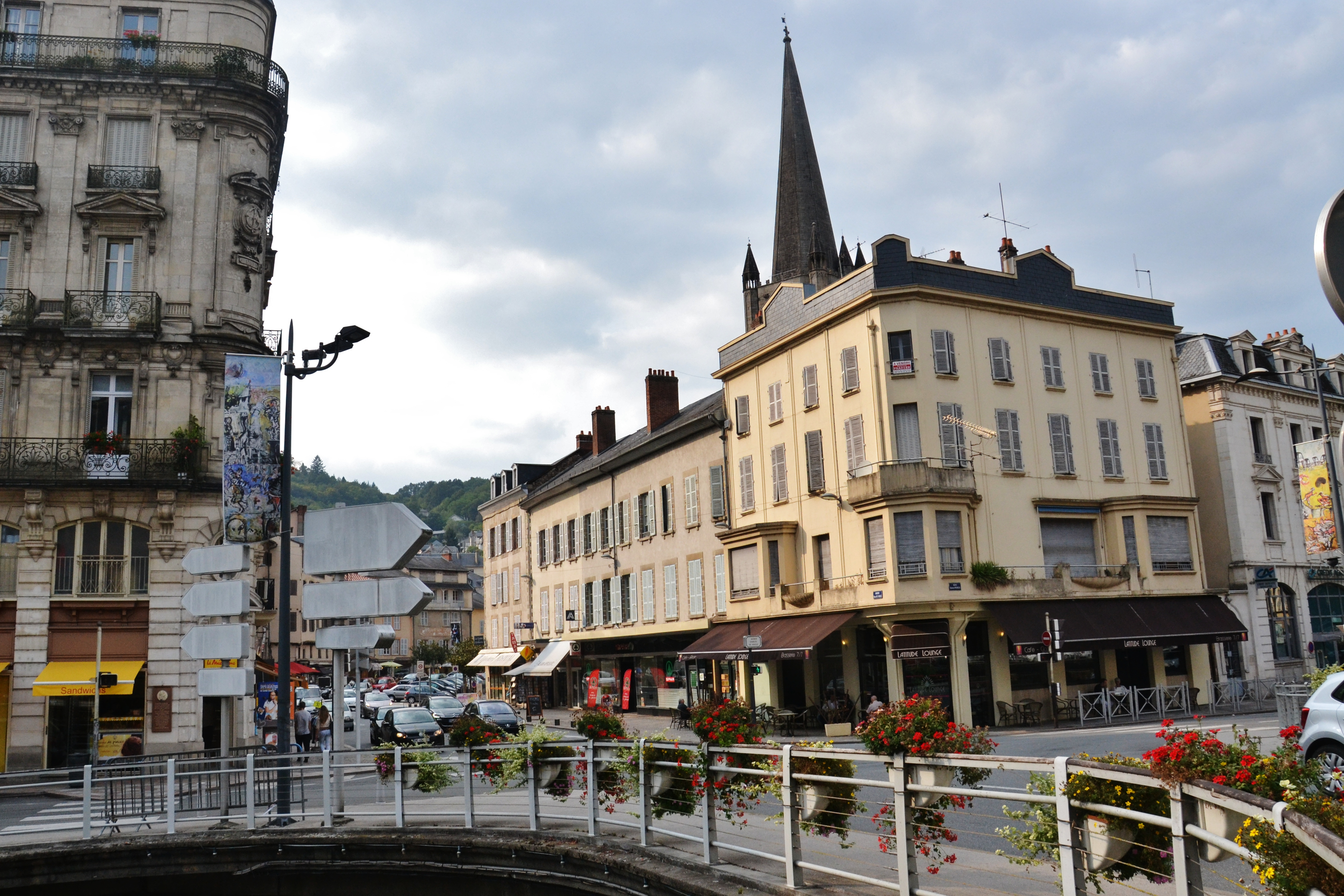
チュール
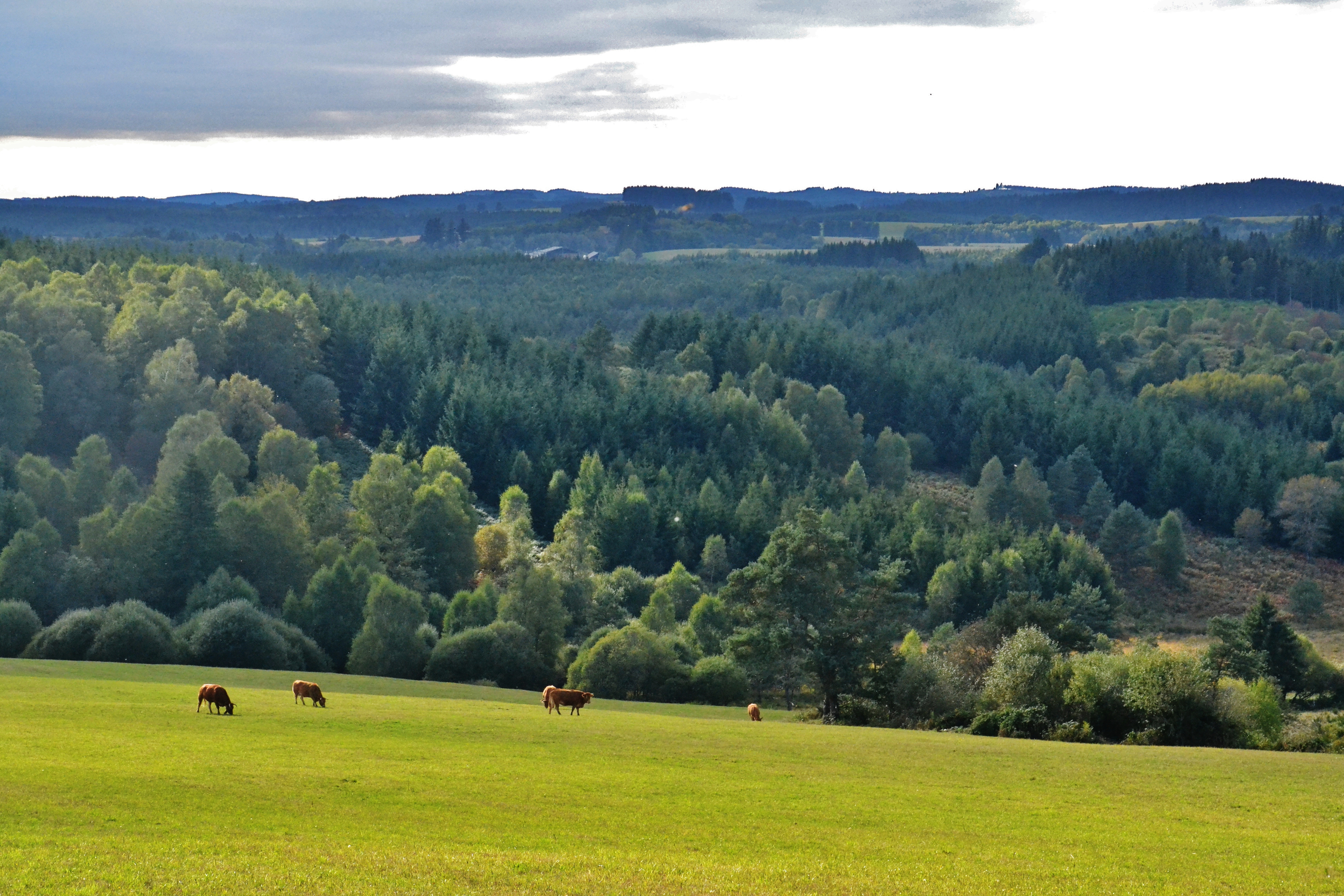
ミルヴァシュ高原
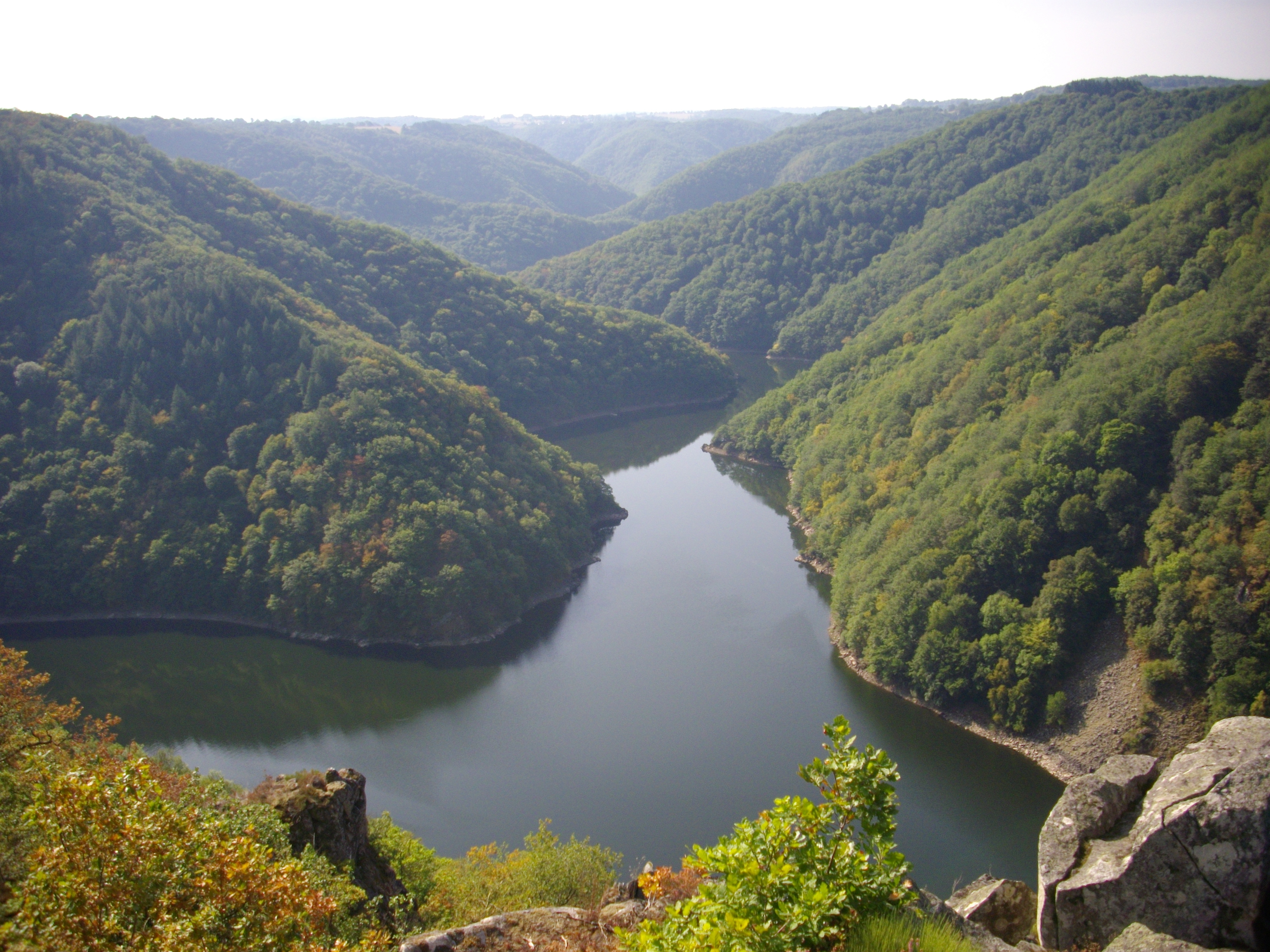
ドルドーニュ川